# Oscar Heisserer
Oscar Heisserer (18 de juliol, 1914 a Schirrhein - 7 d'octubre, 2004 a Estrasburg) fou un jugador i entrenador de futbol francès.
Fou internacional amb França a les dècades de 1930 i 1940, disputant la Copa del Món de futbol de 1938. Pel que fa a clubs, defensà els colors de Racing d'Estrasburg, Racing de París i Olympique de Lió.